# IRC+10420
IRC+1420（也稱為天鷹座V1302）是位於天鷹座的一顆黃特超巨星（不過早期將它分類為原行星雲），距離太陽大約3-5千秒差距。

## 物理性質
儘管比我們的太陽亮500,000倍以上，還是已知最亮的天體之一，IRC+10420仍然不能用裸眼直接看見，而必須使用望遠鏡觀測。
IRC+10420的光譜在過去的10年，在未經由光度變化的驗證下，已經從晚期的F型變成A型。這顯示IRC+10420正在從赫羅圖上的紅巨星模式演變成高光度藍變星、沃夫-瑞葉星 、或是爆前超新星。模型表明它在生命開始時的擁有40-50太陽質量，而在強烈的恆星風作用下留失了許多的質量，而殘餘的質量大約正好是10太陽質量，並且它的實際上有著很高的表面溫度，不過完全被一層假光球籠罩著，所以我們看見的IRC+10420的晚期型光譜，只是在她生命歷程中被驅逐出的氣體和塵埃形成的外殼包圍著的殼層，而不是恆星的本身。

## 包圍著的雲氣
IRC+10420被由中央恆星強烈的恆星風驅逐，由大約30-40太陽質量形成的反射星雲包圍著。在哈伯太空望遠鏡的協助下，科學家對這個星雲的研究顯示它有著複雜的結構，包括弧、放射紋和凝塊，並且和另一顆紅特超巨星大犬座VY做過比較。